# Ribicioara, Hunedoara

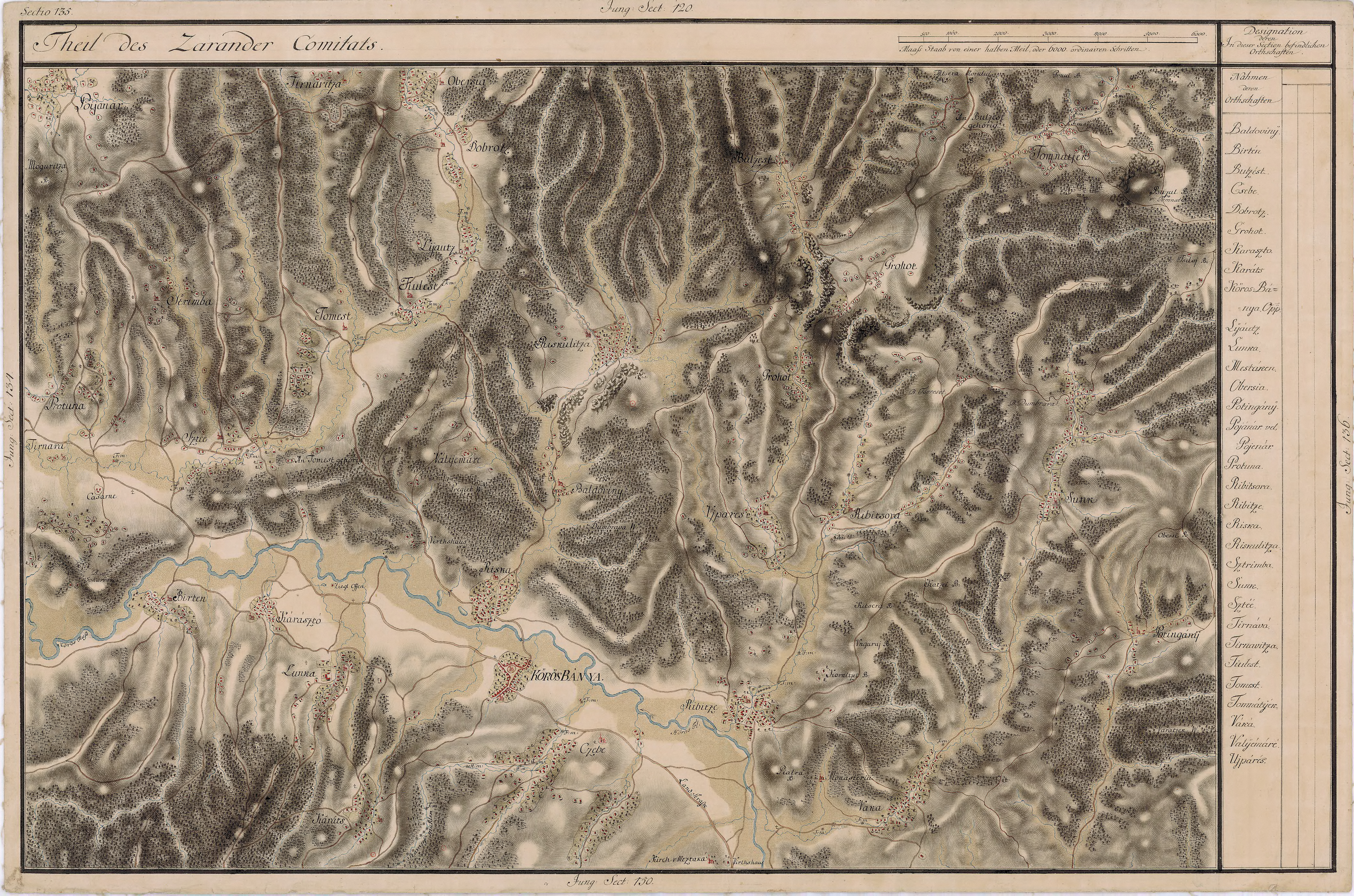
Ribicioara în Harta Iosefină a Transilvaniei, 1769-73

Ribicioara este un sat în comuna Ribița din județul Hunedoara, Transilvania, România.
Biserica de lemn din sat, cu hramul „Sfânta Cuvioasă Paraschiva”, a fost declarată monument istoric. 

## Imagini

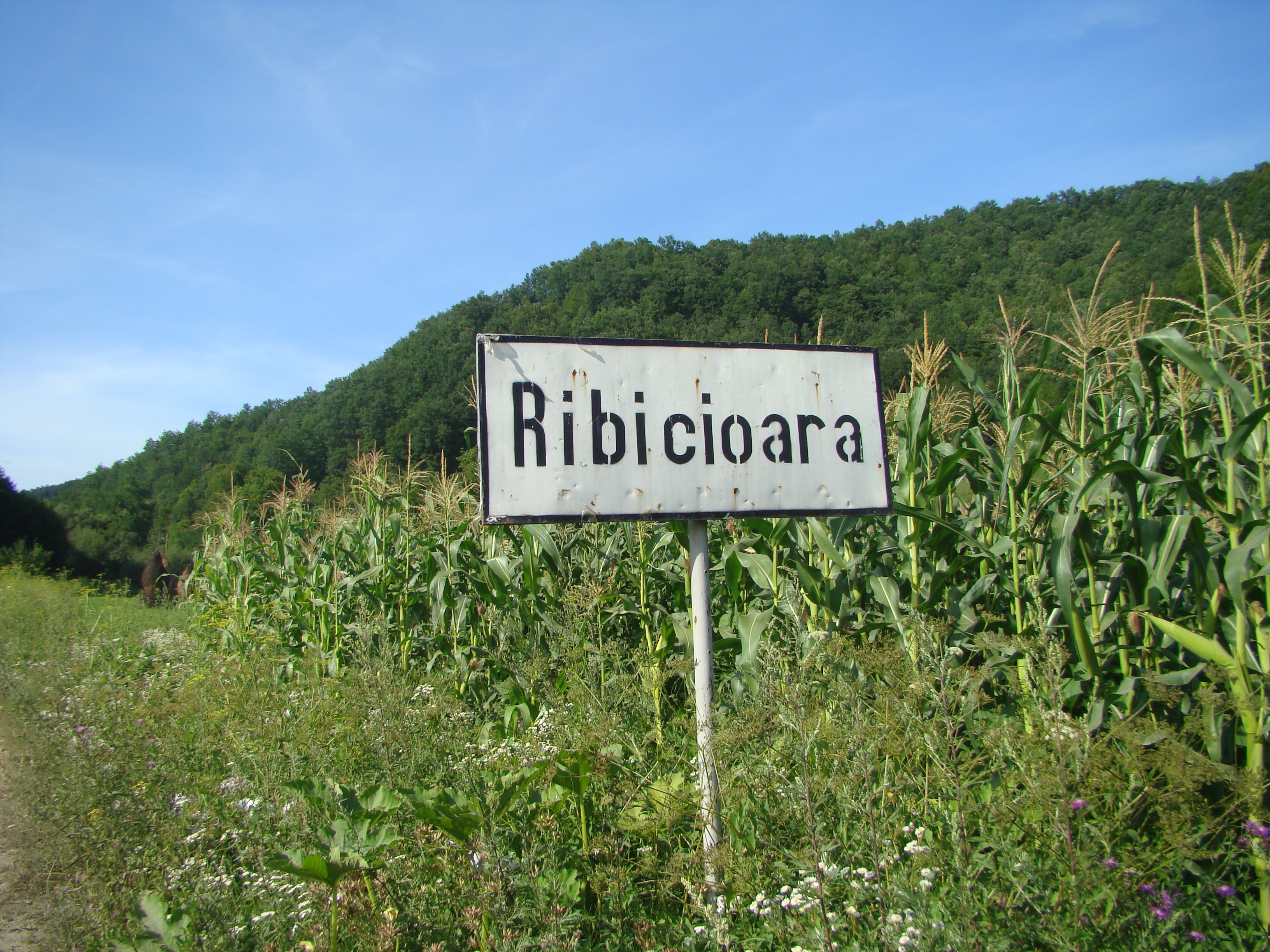
Intrarea în localitate
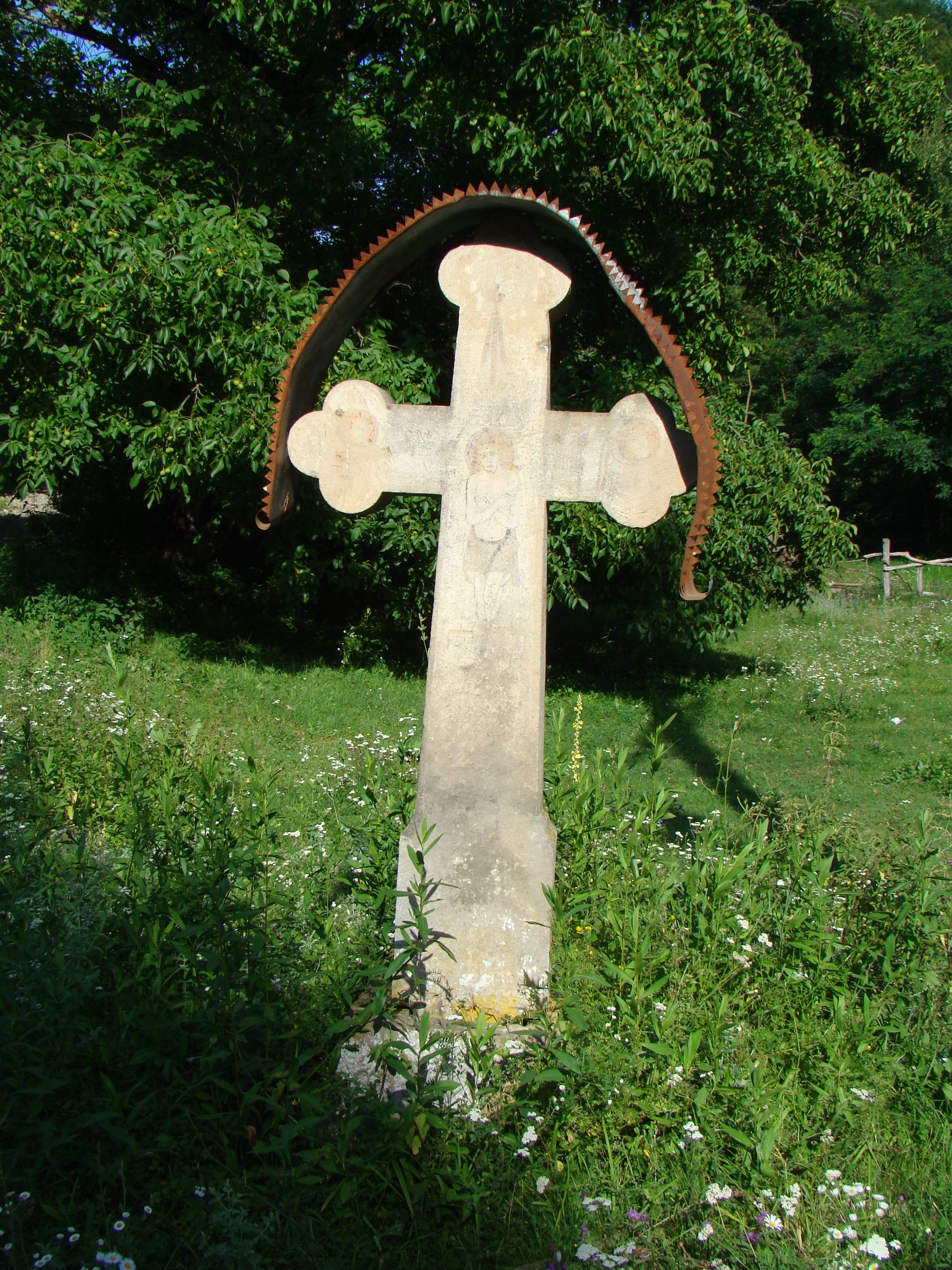
Troița
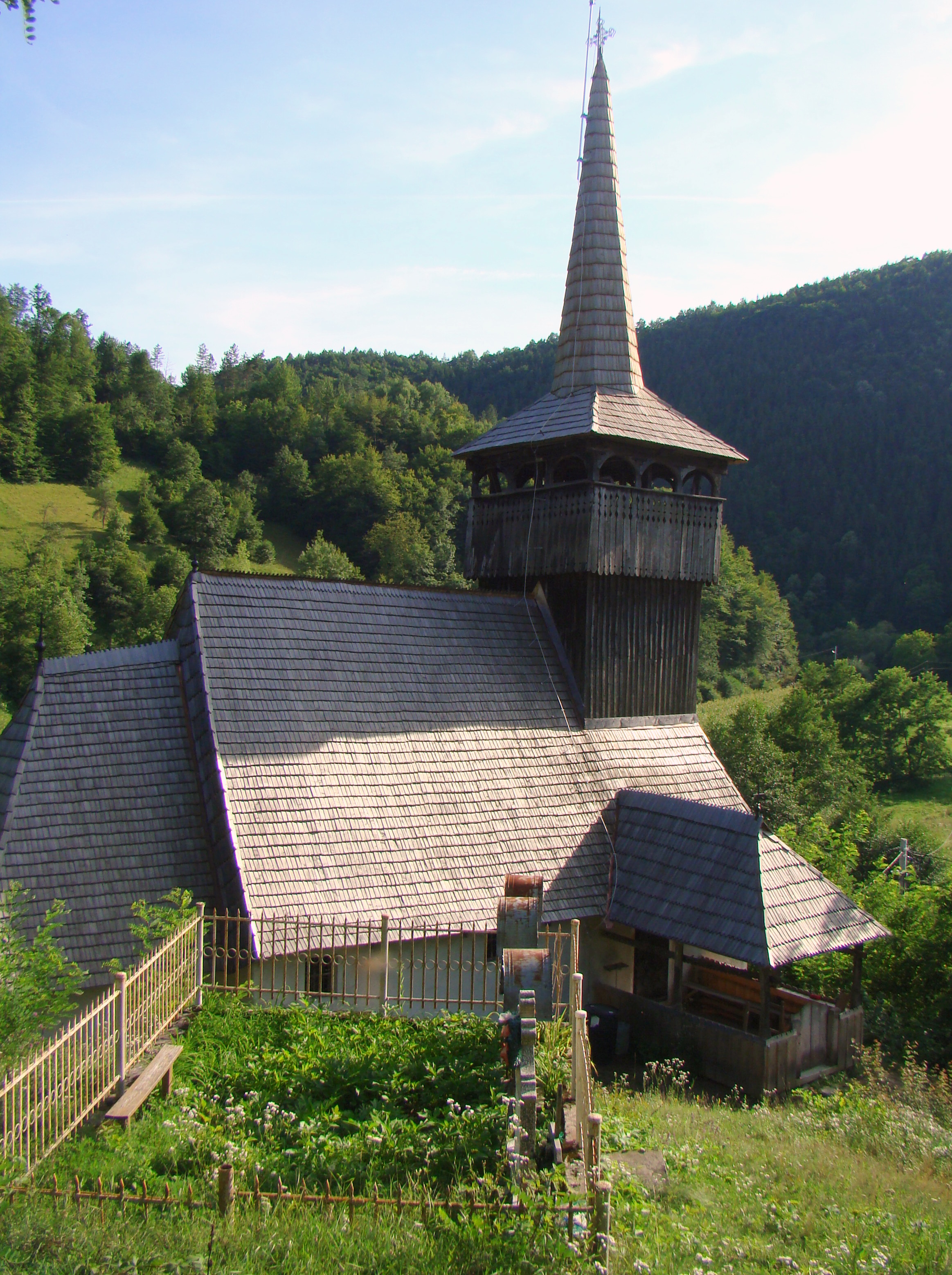
Biserica de lemn, monument istoric